# Lazar Kaganovich
Lazar Moiseyevich Kaganovich, em russo Ла́зарь Моисе́евич Кагано́вич, (Kiev, 22 de novembro de 1893 — Moscou, 25 de julho de 1991) foi um político e administrador soviético próximo e confidente de Joseph Stalin e um dos políticos mais influente na União Soviética ao lado de Stalin,Beria e Molotov . 
Era conhecido pela alcunha de o lobo do Kremlin. Foi ainda responsável por todos os transportes de guerra e deslocalizações ou assentamentos de complexos industriais para áreas a leste durante a invasão alemã. Foi responsável por fazer subir na hierarquia soviética Nikita Khrushchov, que mais tarde em 1953 se tornaria Secretário-Geral do Partido Comunista da União Soviética em uma disputa acirrada com o próprio Kaganovitch.[carece de fontes?]
Nasceu em 1893, filho de Judeus camponeses na vila de Kabany no antigo Império Russo. Morreu em 1991, poucos meses antes do fim da URSS.